# Móði i Magni
A la mitologia nòrdica Modi (anglicisme modificat "Mothi") i Magni són els fills de Thor. Els seus noms signifiquen "enutjat" i "fort", respectivament. Rudolf Simek afirma que, juntament amb la filla de Thor Þrúðr ("força"), encarnen les característiques del seu pare.
Que Modi i Magni són descendència de Thor és testificat pel kenning "pare de Modi" (faðir Móða, al Hymiskviða) i "el pare de Magni" (faðir Magna, al Þórsdrápa i al Hárbarðsljóð). Snorri Sturluson ho confirma (Gylfaginning, Skáldskaparmál). Segons el Skáldskaparmál Magni és el fill de Thor i de la jötun Járnsaxa. No es fa esment de la mare de Modi.

## Edda poètica
Els dos germans s'esmenten entre els supervivents del Ragnarök a la Edda poètica, al Vafþrúðnismál:
| Móði ok Magni skulu Mjöllni hafa Vingnis at vígþroti. —Vafþrúðnismál (51), Guðni Jónsson's edition | Modi i Magni Tindran el Mjöllnir Quan Vingnir caigui en combat. —Vafthruthnismol (51), traducció lliure |  |

## Edda prosaica

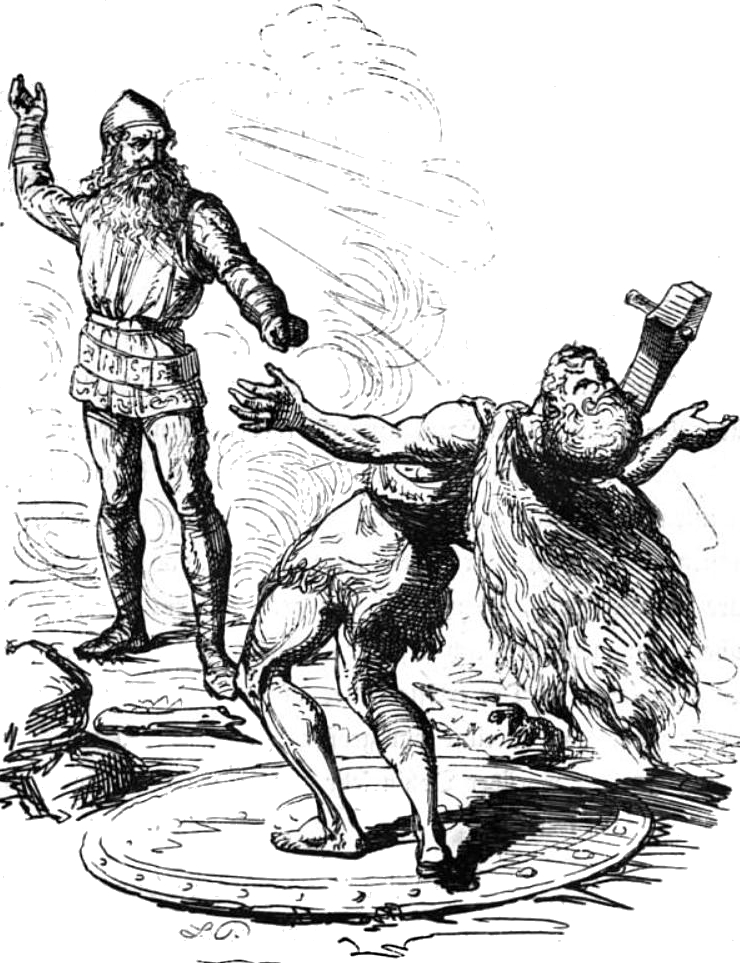
Thor derriba al gegant Hrungnir d'un cop de martell (el Mjöllnir). Rudolf Friedrich Reusch. 1865. Die nordischen Göttersagen.

A part del seu paper després del Ragnarök no sabem res de Modi, però en el llibre de la Edda prosaica, Skáldskaparmál, Magni té un paper important en el mite de la batalla de Thor amb el gegant Hrungnir:
Però el martell Mjöllnir va colpejar Hrungnir al centre del cap i va trencar-li el crani en petites engrunes, i va caure cap endavant sobre Thor, pel que el seu peu estava sobre el coll de Thor. Thjálfi va colpejar a Mökkurkálfi i va caure amb poca glòria. Llavors Thjálfi es va atansar a Thor i li hauria aixecat el peu de Hrungnir del damunt, però no va poder trobar la força suficient. Immediatament tots els Æsir van acudir en ajut d'ell quan van saber que Thor havia caigut, i s'hauria aixecat el peu de sobre d'ell, però no van poder fer res. Llavors Magni es va acostar, fill de Thor i Jarnsaxa. Tenia aleshores tres nits d'edat, va treure el peu de Hrungnir damunt de Thor i va parlar : "Veig lo dolent que és, pare, que hagi vingut tan tard, hauria donat un cop de puny mortal a aquest gegant si m'hagués trobat amb ell". Thor es va aixecar i va donar la benvinguda al seu fill, dient que sens dubte ha de ser gran; "I jo et donaré, va dir Thor, el cavall Gullfaxi ("crinera d'or"), que Hrungnir posseïa. Llavors Odin va parlar i va dir que Thor va fer malament de donar tan bon cavall al fill d'una geganta i no al seu pare.

—Skáldskaparmál (17), traducció lliure
John Lindow traça un paral·lel entre Magni i el fill d'Odin, Vali, ja que els dos tenen una mare geganta (Rindr essent la mare de Váli) i aconseguiren una gesta a una edat molt jove (Váli té només un dia de vida quan mata Höðr, venjant així la mort de Baldr).

## En la cultura popular
Modi i Magni són personatges de la sèrie de novel·les Runemarks de Joanne Harris.
Modi és el fill de Thor i Hela a la saga de Marvel Comics, dins el segell Ultimate Marvel.